# Julius Watkins
Julius Watkins (10. října 1921 – 4. dubna 1977) byl americký jazzový hornista. Na roh začal hrát ve svých devíti letech. Později hrál rovněž na trubku – v letech 1943 až 1946 v orchestru Ernieho Fieldse. Později se však vrátil k lesnímu rohu. Studoval na Manhattan School of Music. V letech 1959 až 1961 koncertoval s Quincym Jonesem. Během své kariéry spolupracoval s mnoha dalšími hudebníky, mezi něž patří například Jimmy Heath, Thelonious Monk, Miles Davis, Manny Albam a Art Blakey.